# Albaniens bidrag i Eurovision Song Contest

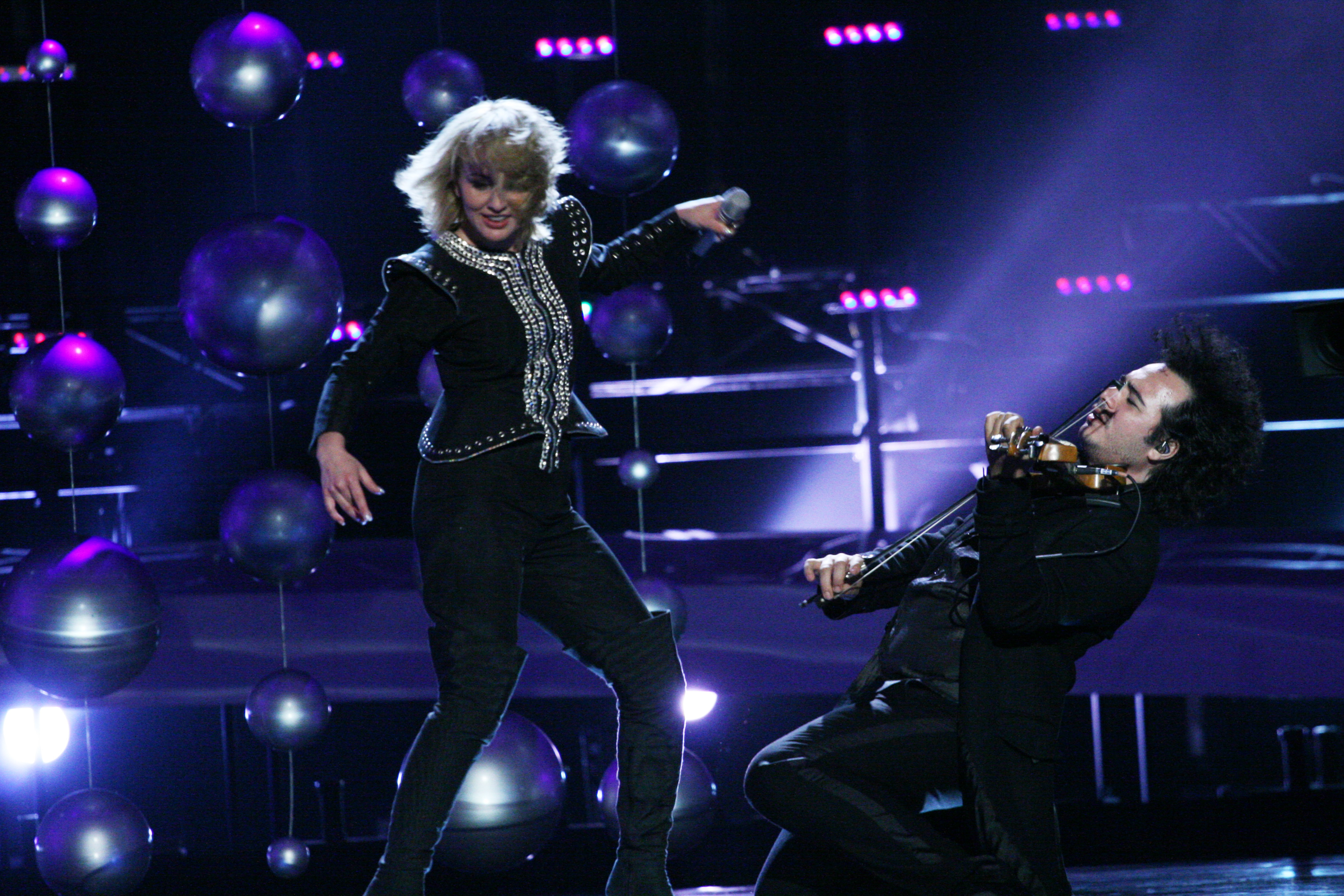
Juliana Pasha i Oslo 2010.

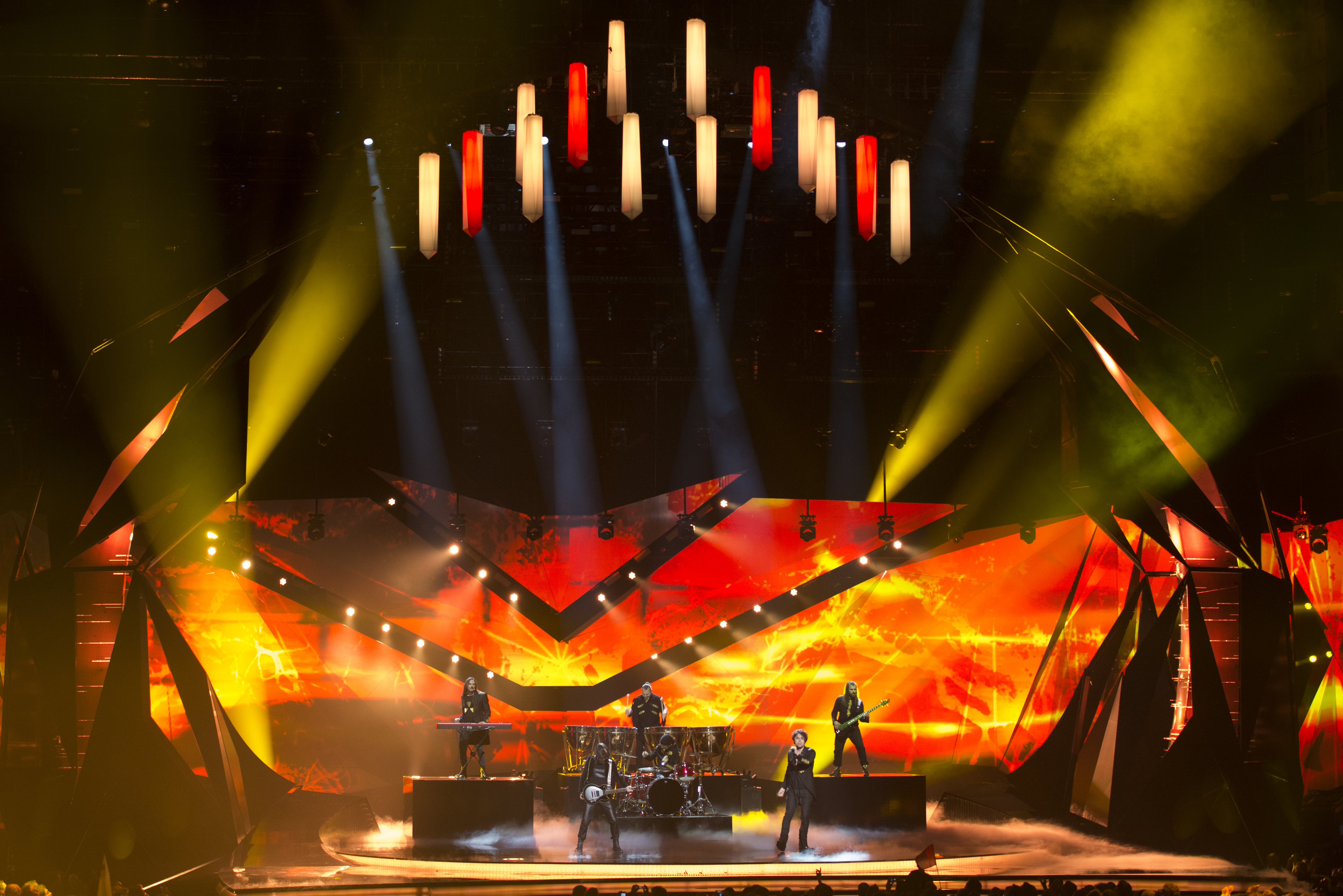
Adrian Lulgjuraj & Bledar Sejko i Malmö 2013.

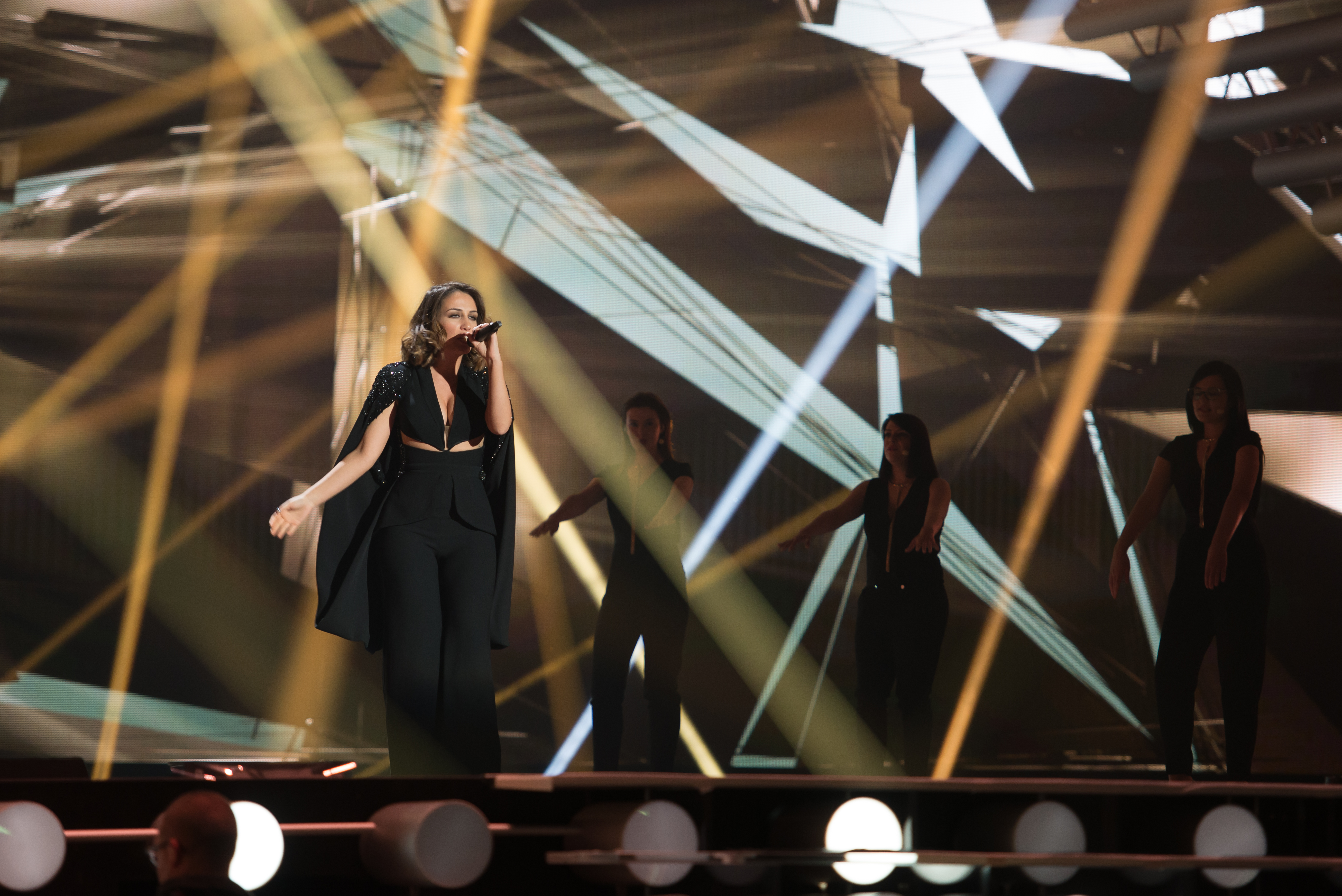
Elhaida Dani i Wien 2015.

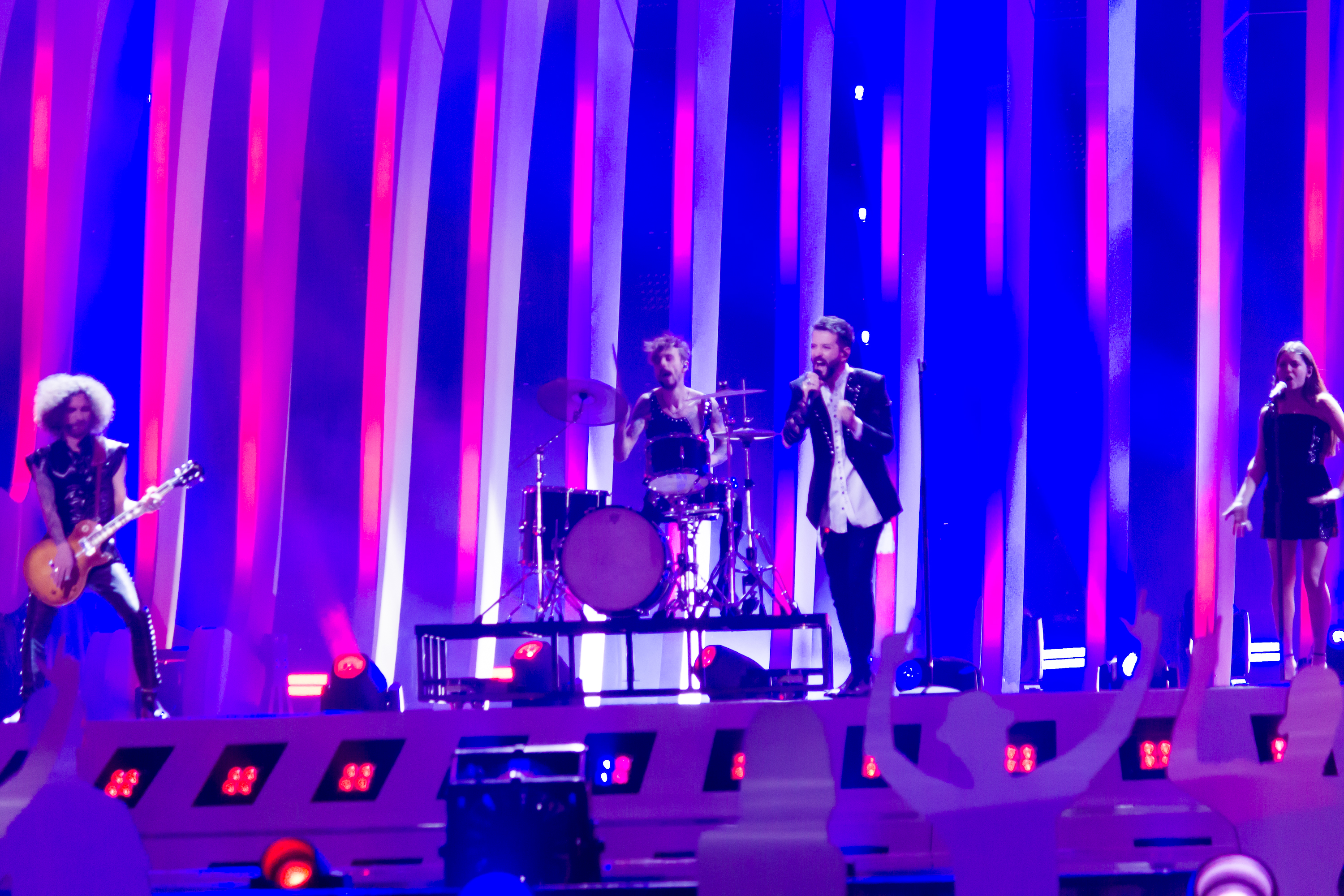
Eugent Bushpepa i Lissabon 2018.

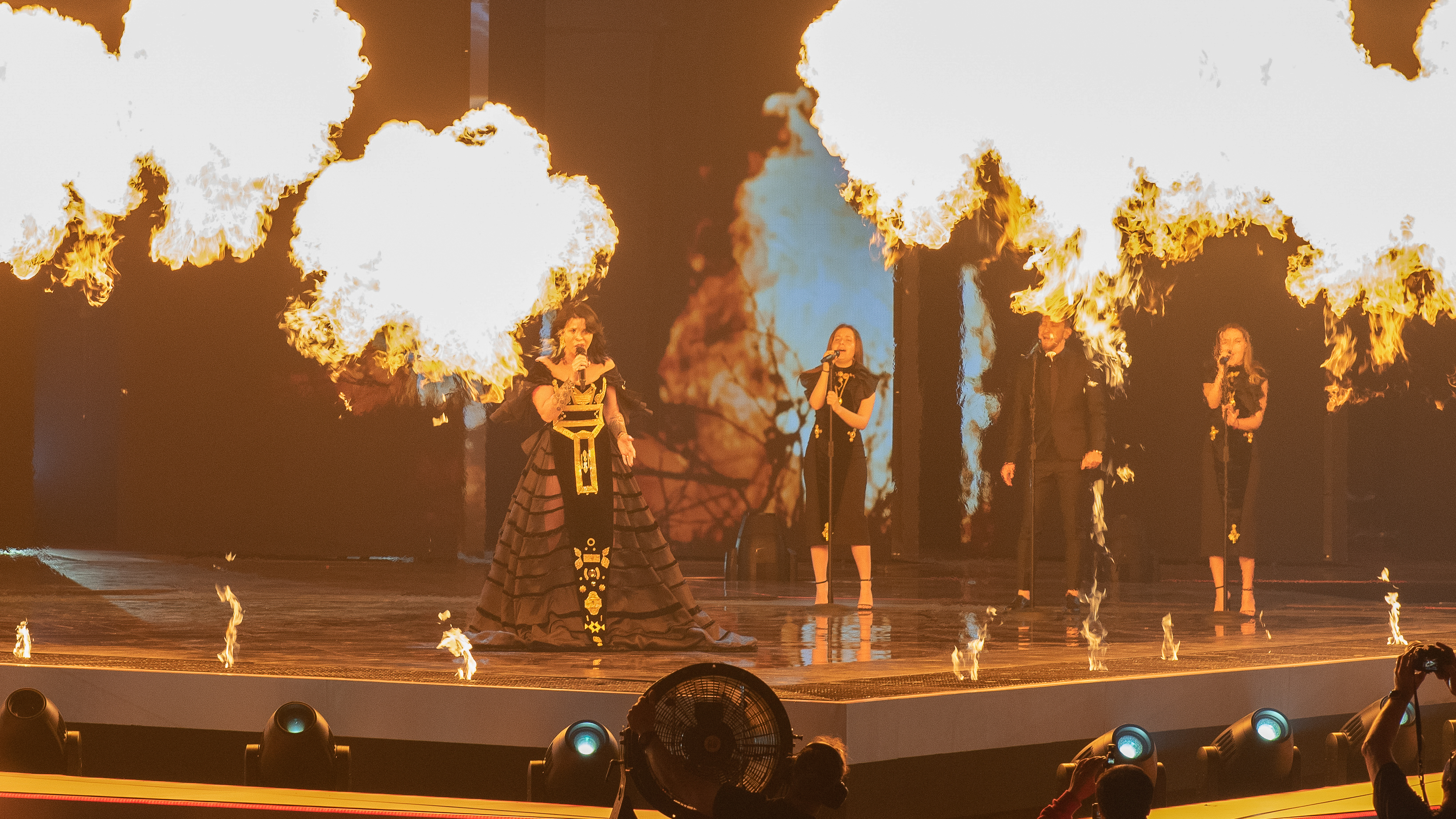
Jonida Maliqi i Tel Aviv 2019.

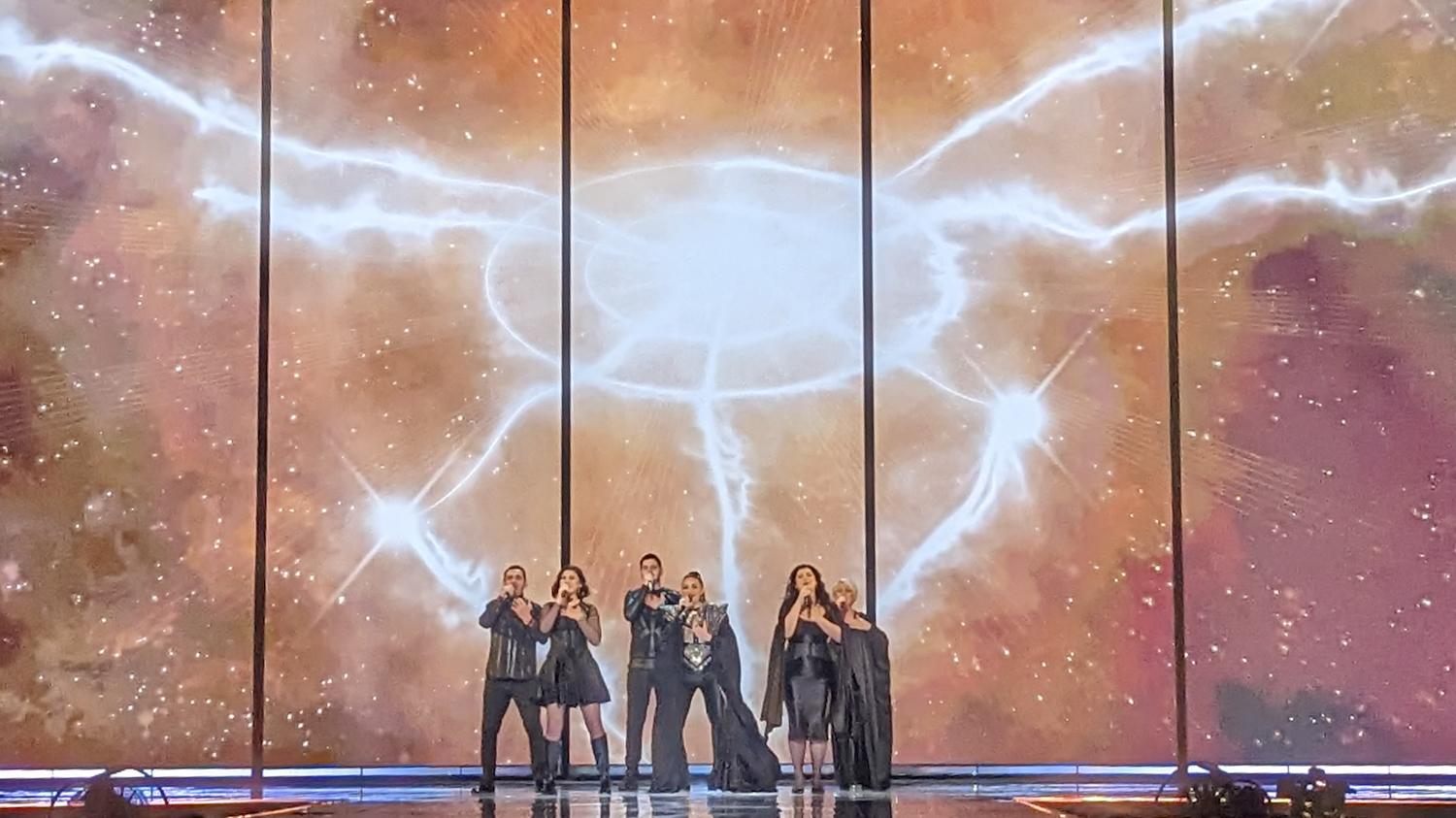
Albina & Familja Kelmendi i Liverpool 2023.

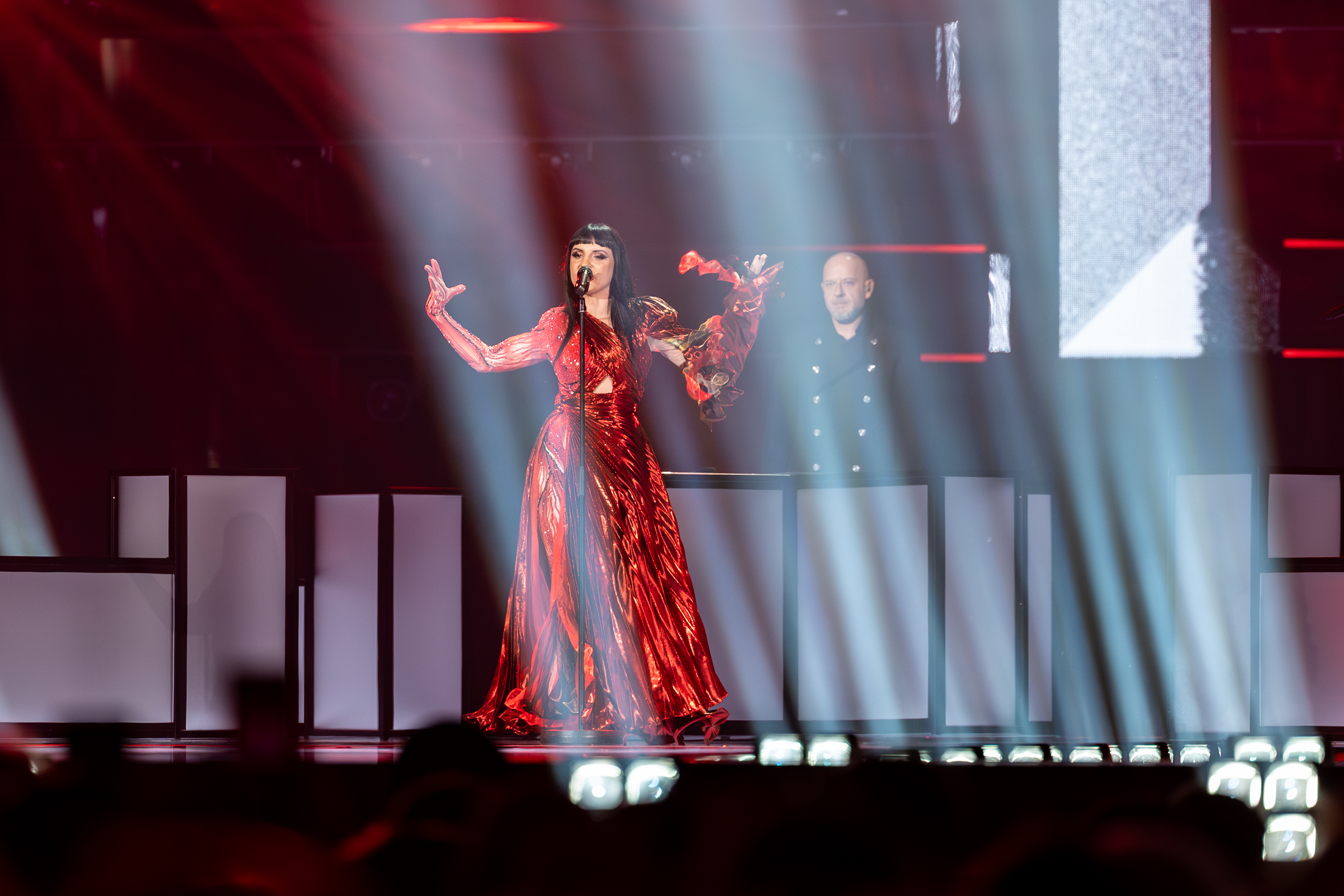
Shkodra Elektronike i Basel 2025.

Albanien debuterade i Eurovision Song Contest 2004 och har till och med 2025 deltagit 21 gånger. Det albanska tv-bolaget Radio Televizioni Shqiptar har varit ansvarig för Albaniens medverkan varje år sedan 2004. Alla gånger man har varit med (förutom 2015 då bidraget valdes internt) har landets artist och bidrag tagits ut genom den nationella musiktävlingen Festivali i Këngës.
Albanien har hittills aldrig stått som slutgiltig vinnare i en ESC-final och ej heller kommit bland de tre första placeringarna i en final. Som bäst har man blivit tvåa i en semifinal och femma i en final, vilka bägge placeringarna uppnåddes år 2012.

## Albanien i Eurovision Song Contest

### Historia
Albanien gjorde sin debut i Eurovision Song Contest år 2004 när tävlingen utökades och införandet av semifinaler gjorde det möjligt för fler länder att delta. Albanien gjorde en imponerande start, där bidraget "The Image of You", framfört av Anjeza Shahini, hamnade på en sjunde plats i finalen. Detta ledde till att Albanien direktkvalificerades till finalen följande år, en förmån som då tillföll de tio bästa länderna. Året därpå, 2005, hamnade Albanien på sextonde plats i finalen, vilket innebar att de återigen behövde kvalificera sig genom semifinalerna. Tyvärr misslyckades de med detta under åren 2006 och 2007. Men med införandet av två semifinaler lyckades Albanien kvalificera sig till final tre år i rad mellan 2008 och 2010.
År 2012 representerades Albanien av Rona Nishliu med låten "Suus". Det var ett betydande ögonblick för Albanien, då de för första gången nådde en pallplats (tvåa) i semifinalen och en femte plats i finalen, vilket är deras bästa resultat hittills. Efter denna framgången lyckades Albanien återigen kvalificera sig till finalen 2015, där de slutade på sjuttonde plats. Åren 2016 och 2017 misslyckades Albanien att kvalificera sig till finalen. Men sedan 2018 har Albanien konsekvent tagit sig till finalen varje år, med undantag av 2022.

### Språk
Fram till och med 2023 har bidragen från Albanien framförts lika mycket uteslutande på engelska som albanska (8 gånger). Vid tre tillfällen har bidragen framförts på både engelska och albanska (2007, 2011 & 2022). I den nationella uttagningen måste samtliga bidrag framföras på endast albanska, men inför eurovisionen kan artisten välja om den vill byta till engelskan. 

### Nationell uttagningsform
Sedan Albanien började delta i Eurovision har man använt sig av musiktävlingen Festivali i Këngës (sv: sångfestivalen) som sin uttagning för att välja artist och bidrag. Festivalen är dock inte ihopsatt för just Eurovision-uttagningen utan är sedan 1962 en årlig musikfestival anordnad av det albanska nationella TV-bolaget RTSH (Radio Televizioni Shqiptar). Festivalen är den största festivalen i Albanien, som alltid anordnas i december månad. De tävlande bidragen framförs uteslutande på det officiella språket, albanska, även om det är tillåtet att ibland lägga till någon fras på annat språk. Landets uttagning gör också ett undantag när det gäller uppspelning av musiken då man fortfarande valt att använda sig av en levande orkester i sin nationella final. 
Det bidrag som vinner festivalen är också det bidrag som skickas till Eurovisionen. Den artist som framför bidraget blir bidragets tävlande artist. Inför Eurovisionen brukar ofta Albaniens tävlingsbidrag arrangeras om något med alltifrån låtputsning till byte av språk. Då Festivali i Këngës ej har någon övre gräns på låtarnas längd är det ofta aktuellt för låtarna att kortas ner något inför Eurovision. Inför 2015 års tävling drog vinnarlåten i Festivali i Këngës 53, "Diell:s", låtskrivare Aldo Shllaku, ut bidraget från tävlan. De ersättes med ett internt valt bidrag med titeln "I'm Alive".
Då Festivali i Këngës alltid hålls i december månad, medför det att Albanien blir bland de första länderna att bli klara med artist och bidrag till nästkommande års Eurovision.

## Resultattabell
| 1 | Vinnare                            |
| 2 | Andra plats                        |
| 3 | Tredje plats                       |
| ◁ | Sista plats                        |
| X | Ett bidrag valdes men tävlade inte |

| År   | Artist                          | Bidrag                  | Språk              | Final              | Poäng              | Semi               | Poäng              |
| ---- | ------------------------------- | ----------------------- | ------------------ | ------------------ | ------------------ | ------------------ | ------------------ |
| 2004 | Anjeza Shahini                  | The Image of You        | Engelska           | 7                  | 106                | 4                  | 167                |
| 2005 | Ledina Çelo                     | Tomorrow I Go           | Engelska           | 16                 | 53                 | Direktkvalificerad | Direktkvalificerad |
| 2006 | Luiz Ejlli                      | Zjarr e ftohtë          | Albanska           | Kvalificerade inte | Kvalificerade inte | 14                 | 58                 |
| 2007 | Frederik Ndoci                  | Hear My Plea            | Engelska, albanska | Kvalificerade inte | Kvalificerade inte | 17                 | 49                 |
| 2008 | Olta Boka                       | Zemrën e lamë peng      | Albanska           | 17                 | 55                 | 9                  | 67                 |
| 2009 | Kejsi Tola                      | Carry Me in Your Dreams | Engelska           | 17                 | 48                 | 7                  | 73                 |
| 2010 | Juliana Pasha                   | It's All About You      | Engelska           | 16                 | 62                 | 6                  | 76                 |
| 2011 | Aurela Gaçe                     | Feel the Passion        | Engelska, albanska | Kvalificerade inte | Kvalificerade inte | 14                 | 47                 |
| 2012 | Rona Nishliu                    | Suus                    | Albanska           | 5                  | 146                | 2                  | 146                |
| 2013 | Adrian Lulgjuraj & Bledar Sejko | Identitet               | Albanska           | Kvalificerade inte | Kvalificerade inte | 15                 | 21                 |
| 2014 | Hersi Matmuja                   | One Night's Anger       | Engelska           | Kvalificerade inte | Kvalificerade inte | 15                 | 22                 |
| 2015 | Elhaida Dani                    | I'm Alive               | Engelska           | 17                 | 34                 | 10                 | 62                 |
| 2016 | Eneda Tarifa                    | Fairytale               | Engelska           | Kvalificerade inte | Kvalificerade inte | 16                 | 45                 |
| 2017 | Lindita                         | World                   | Engelska           | Kvalificerade inte | Kvalificerade inte | 14                 | 76                 |
| 2018 | Eugent Bushpepa                 | Mall                    | Albanska           | 11                 | 184                | 8                  | 162                |
| 2019 | Jonida Maliqi                   | Ktheju tokës            | Albanska           | 17                 | 90                 | 9                  | 96                 |
| 2020 | Arilena Ara                     | Fall from the Sky       | Engelska           | Tävlingen inställd | Tävlingen inställd | Tävlingen inställd | Tävlingen inställd |
| 2021 | Anxhela Peristeri               | Karma                   | Albanska           | 21                 | 57                 | 10                 | 112                |
| 2022 | Ronela Hajati                   | Sekret                  | Albanska, engelska | Kvalificerade inte | Kvalificerade inte | 12                 | 58                 |
| 2023 | Albina & Familja Kelmendi       | Duje                    | Albanska           | 22                 | 76                 | 9                  | 83                 |
| 2024 | BESA                            | TITAN                   | Engelska           | Kvalificerade inte | Kvalificerade inte | 15                 | 14                 |
| 2025 | Shkodra Elektronike             | Zjerm                   | Albanska           | 8                  | 218                | 2                  | 122                |

## Röstningshistorik (2004–2025)[4]

### Albanien hargivitmest poäng till...
| Endast finaler | Endast finaler | Endast finaler |
| Nr             | Land           | Poäng          |
| -------------- | -------------- | -------------- |
| 1              | Italien        | 208            |
| 2              | Grekland       | 184            |
| 3              | Sverige        | 89             |
| 4              | Frankrike      | 78             |
| 5              | Spanien        | 78             |

| Finaler och semifinaler | Finaler och semifinaler | Finaler och semifinaler |
| Nr                      | Land                    | Poäng                   |
| ----------------------- | ----------------------- | ----------------------- |
| 1                       | Grekland                | 331                     |
| 2                       | Italien                 | 208                     |
| 3                       | Nordmakedonien          | 183                     |
| 4                       | Schweiz                 | 135                     |
| 5                       | Sverige                 | 132                     |

### Albanien harmottagitflest poäng från...
| Endast finaler | Endast finaler | Endast finaler |
| Nr             | Land           | Poäng          |
| -------------- | -------------- | -------------- |
| 1              | Nordmakedonien | 127            |
| 2              | Grekland       | 116            |
| 3              | Schweiz        | 97             |
| 4              | Montenegro     | 91             |
| 5              | Italien        | 67             |

| Finaler och semifinaler | Finaler och semifinaler | Finaler och semifinaler |
| Nr                      | Land                    | Poäng                   |
| ----------------------- | ----------------------- | ----------------------- |
| 1                       | Grekland                | 289                     |
| 2                       | Nordmakedonien          | 263                     |
| 3                       | Schweiz                 | 223                     |
| 4                       | Montenegro              | 143                     |
| 5                       | Italien                 | 139                     |

## Kommentatorer och röstavlämnare
| År   | Kommentator(er)               | Röstningsavlämnare |
| ---- | ----------------------------- | ------------------ |
| 2004 | Leon Menkshi                  | Zhani Ciko         |
| 2005 | Leon Menkshi                  | Zhani Ciko         |
| 2006 | Leon Menkshi                  | Leon Menkshi       |
| 2007 | Leon Menkshi                  | Leon Menkshi       |
| 2008 | Leon Menkshi                  | Leon Menkshi       |
| 2009 | Leon Menkshi                  | Leon Menkshi       |
| 2010 | Leon Menkshi                  | Leon Menkshi       |
| 2011 | Leon Menkshi                  | Leon Menkshi       |
| 2012 | Alfred Kaçinari & Andri Xhahu | Andri Xhahu        |
| 2013 | Andri Xhahu                   | Andri Xhahu        |
| 2014 | Andri Xhahu                   | Andri Xhahu        |
| 2015 | Andri Xhahu                   | Andri Xhahu        |
| 2016 | Andri Xhahu                   | Andri Xhahu        |
| 2017 | Andri Xhahu                   | Andri Xhahu        |
| 2018 | Andri Xhahu                   | Andri Xhahu        |